# カリフォルニア・ガールズ (ケイティ・ペリーの曲)
「カリフォルニア・ガールズ featuring スヌープ・ドッグ」（原題：California Gurls）は、アメリカ合衆国の歌手ケイティ・ペリーの楽曲。

## 概要

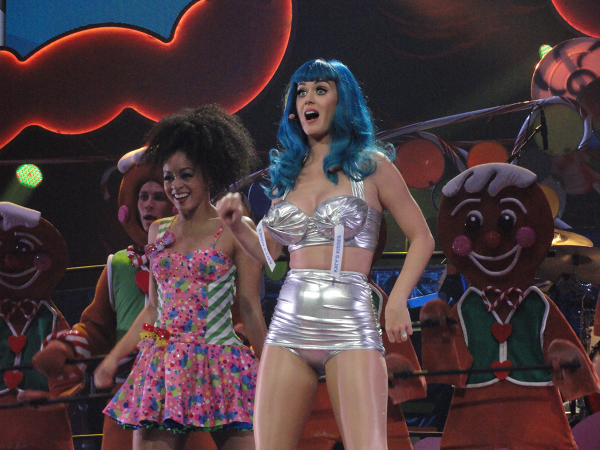
「カリフォルニア・ガールズ」を歌うケイティ (2011年)

彼女の2枚目のスタジオ・アルバム『ティーンエイジ・ドリーム』からのファースト・シングルとして2010年5月11日にリリースされた。この楽曲は、アメリカ合衆国の総合シングルチャートBillboard Hot 100、全英シングルチャートを始め、カナダ、ハンガリー、アイルランド、ポーランド、オーストラリア、ニュージーランドなど多くの国で1位を獲得した。
| 先代 アッシャー featuring ウィル・アイ・アム 「OMG」 | アメリカ合衆国 Billboard Hot 100 第1位 2010年6月19日付 - 2010年7月24日付 | 次代 エミネム featuring リアーナ「Love the Way You Lie」 |